# Transcriptie (muziek)

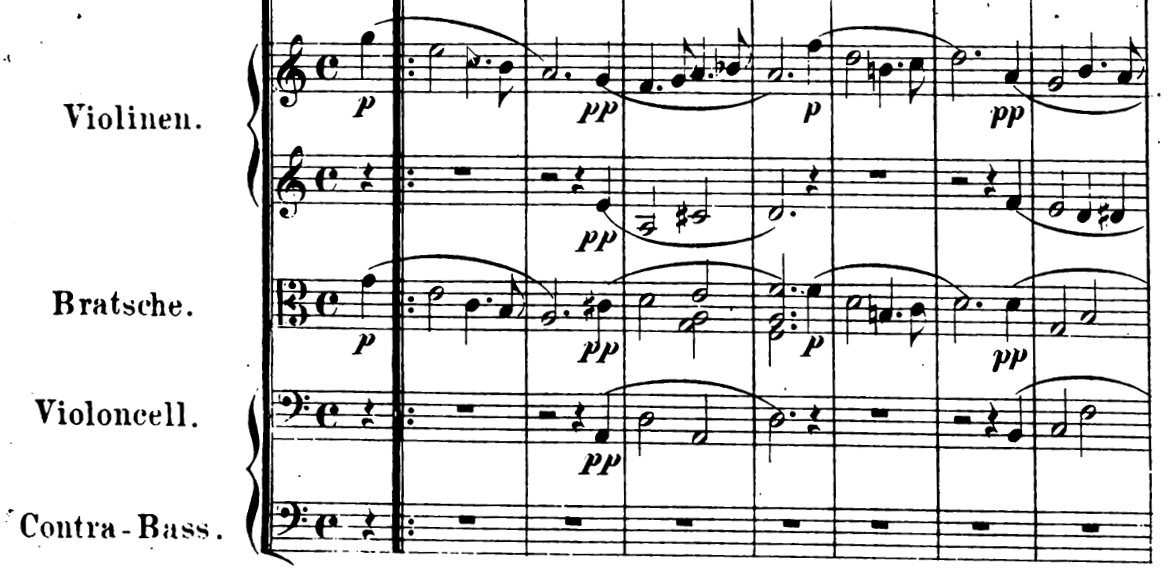
Transcriptie voor orkest door Joseph Joachim van een piano-duet van Franz Schubert

Een transcriptie is een overzetting van een muziekstuk naar een andere vorm of bezetting. Het overzetten zelf wordt "transcriberen" genoemd.

## Voorbeelden
Franz Liszt maakte transcripties voor solopiano van een aantal Schubertliederen, die oorspronkelijk voor zang en piano geschreven waren. 
Sergej Rachmaninov maakte een transcriptie voor piano van De vlucht van de hommel uit Rimski-Korsakovs Het sprookje van Tsaar Saltan.

## Auditieve transcriptie
Een auditieve transcriptie is een overzetting van een audio-opname naar een weergave in notatie.
Béla Bartók nam bijvoorbeeld veel volksmuziek op om deze later om te zetten in muzieknotatie, zoals de melodieën van zijn "6 Roemeense Volksdansen". De "Pulcinella Suite" van Igor Stravinsky is een transcriptie van bestaande melodieën van barokcomponisten zoals Pergolesi, Unico Wilhelm van Wassenaer Obdam, Gallo, Parisotti en Monza.
Ook in de jazzmuziek worden opnamen omgezet in notenschrift, vaak in de vorm van een leadsheet waarvan dan vervolgens wordt gespeeld en geïmproviseerd. Door het improviserende karakter van jazz zijn uitvoeringen meestal uniek, waardoor volledige transcripties ongebruikelijk zijn. Soms wordt een transcriptie van een solo gemaakt, die vervolgens als studiemateriaal kan dienen voor muzikanten.